# Wapen van Valkenburg aan de Geul

Wapen van Valkenburg aan de Geul

Het wapen van Valkenburg aan de Geul werd op 22 maart 1984 aan de gemeente Valkenburg aan de Geul, naar aanleiding van een gemeentelijke herindeling in 1982, toegekend.

## Geschiedenis
Het wapen van Valkenburg aan de Geul is samengesteld uit de wapens van Valkenburg (de latere gemeente Valkenburg-Houthem) en de gemeente Berg en Terblijt.
De leeuwen zijn afkomstig van het wapen van het adellijke Huis Valkenburg. De bezittingen van de heren van Valkenburg strekten zich uit tot een groter gebied dan de latere gemeente Valkenburg aan de Geul, waardoor de Valkenburgse leeuw(en) ook terugkomt in andere Limburgse gemeentewapens.
Een eerder ontwerp voor het wapen bestond uit een gevierendeeld schild. Dat zag er als volgt uit:
1. Het eerste deel was van zilver met daarop de leeuw van Valkenburg: een zwarte leeuw.
2. Op een blauw vlak het kasteel van Valkenburg
3. Op een blauw vlak negen gouden lelies. De lelies zijn drie aan drie geplaatst.
4. Op een zilveren veld de zwarte, dubbelkoppige adelaar van Berg en Terblijt, afgeleid van het wapen van het Sint-Servaaskapittel. Op diens borst een hartschild met daarop een zwarte sleutel, verwijzend naar de sleutel van Sint-Servaas. De baard van de sleutel wijst naar links (voor de kijker rechts).

Het schild zelf zou gedekt worden door een kroon van vijf bladeren.
De gemeente kreeg dit wapen niet toegekend omdat de lelies uit het wapen van een klooster in de gemeente Meerssen afkomstig zijn. Het klooster ligt niet op het grondgebied van Valkenburg aan de Geul. De gemeente vroeg echter om de lelies omdat het om een klooster ging dat door de heren van Valkenburg beschermd werd.

## Blazoen
Het blazoen van het wapen van Valkenburg aan de Geul luidt als volgt:
Doorsneden: I in azuur een gekanteeld kasteel van goud, verlicht van het veld, bestaande uit een geopende poort met opgetrokken valdeur tussen 2 torens, alle gedekt met puntdaken, waarop een valk van goud, die op de rechter toren omgewend, II in zilver een dubbele adelaar van sabel, gebekt, getongd en gepoot van goud, met op de borst een hartschild van zilver, beladen met een sleutel van sabel, de baard omhoog en naar rechts gewend. Het schild gedekt door een gouden kroon van 5 bladeren en gehouden door 2 gekroonde dubbelstaartige leeuwen van keel.
Deze beschrijving houdt in dat het eigenlijke wapen, het schild, horizontaal in tweeën gedeeld is. Het eerste deel, het bovenste, is blauw van kleur met daarop een kasteel. Het kasteel heeft twee torens en is goudkleurig, op de daken staan eveneens goudkleurige valken. De rechter (voor de kijker linker) valk is omgewend, dus kijkt naar links (voor de kijker rechts). De valdeur onder het middelste dak is opgetrokken.
Het tweede deel, de onderste helft van het schild, is zilverkleurig. Op dit deel staat een zwarte dubbele adelaar. De bek, tong en poten zijn van goud. Op de borst heeft de adelaar een zilveren schild. Op dit schild staat een zwarte sleutel. De baard (het deel dat in het slot gestoken wordt) is omhoog gestoken en wijst naar rechts, voor de kijker links. Dit schild is het wapen van de voormalige gemeente Berg en Terblijt.
Het schild is gedekt door een gouden kroon bestaande uit vijf bladeren, zonder parels. Het schild wordt gehouden door twee rode leeuwen. De leeuwen hebben beide een rode kroon bestaande uit drie bladeren en een dubbele staart. De beide leeuwen staan op de achterpoten.

## Verwante wapens

Valkenburgse leeuw op het wapen van de Heren van Valkenburg
Wapen van Valkenburg-Houthem
Wapen van Berg en Terblijt